# Рубен Алкараз
Рубен Алкараз Хіменес (*1 травня 1991 року, Барселона, Іспанія) — іспанський футболіст, нападник футбольної команди «Реал Вальядолід» з міста Вальядолід.

## Життєпис
Вихованець школи футболу «ФК Дамм». У 2010 році провів свій перший виступ за «ФК Горта» (в реґіональних чемпіонатах). Після цього ним зацікавилися у розташуванні «ФК Ґраменет», однак він знову потрапив до резервної команди, яка виступала у реґіональних чемпіонатах. У червні 2011 року приєднався до основного складу.
28 червня 2012 року уклав угоду з «АЕ Прат», провівши там один сезон та відзначивши п'ятьма забитими м'ячами.
17 червня 2015 року уклав угоду з терміном у два роки з «ФК Жирона». Свій перший виступ провів проти «Більбао Атлетік» (1-0).